# 1992年冬季残疾人奥林匹克运动会英国代表团
1992年冬季残疾人奥林匹克运动会英国代表团是英国派出的1992年冬季残疾人奥林匹克运动会代表团。获得1枚银牌和4枚铜牌。